# Communauté de communes du Sud Morvan
Die Communauté de communes du Sud Morvan war ein französischer Gemeindeverband mit der Rechtsform einer Communauté de communes im Département Nièvre in der Region Bourgogne-Franche-Comté. Sie wurde am 12. Dezember 2005 gegründet und umfasste sieben Gemeinden. Der Verwaltungssitz befand sich im Ort Moulins-Engilbert.

## Historische Entwicklung
Am 1. Januar 2017 wurde der Gemeindeverband mit
- Communauté de communes du Bazois,
- Communauté de communes des Portes Sud du Morvan und
- Communauté de communes Entre Loire et Morvan

zur neuen Communauté de communes Bazois Loire Morvan zusammengeschlossen.

## Ehemalige Mitgliedsgemeinden
1. Maux
2. Montaron
3. Moulins-Engilbert
4. Préporché
5. Sermages
6. Vandenesse
7. Villapourçon